# Виленское военное училище
Ви́ленское вое́нное учи́лище (Ви́ленское пехо́тное ю́нкерское учи́лище) — одно из первых юнкерских военно-учебных заведений Российской императорской армии, готовившее в основном офицеров пехоты. Создано в 1864 году одновременно с Московским пехотным юнкерским училищем в ходе военных реформ, проводимых Милютиным Дмитрием Алексеевичем в царствование Александра II.
Образованию новых военно-учебных заведений этого типа предшествовало создание в России в соответствии с планом реформ Д. А. Милютина новых административно-военных и территориальных объединений — военных округов. Юнкерские училища, таким образом, становились базовыми окружными военно-учебными заведениями для удовлетворения потребностей вновь создаваемых военных округов в офицерских кадрах. Производство в офицеры в частях РИА без завершения полного курса в окружных юнкерских училищах (или в военных училищах) было прекращено, а различного рода войсковые юнкерские школы завершили своё существование.
Офицеры, получившие первичные офицерские звания за отличие в военных кампаниях и желающие продолжить свою службу в армии, впредь были обязаны сдать офицерский экзамен в юнкерских (или военных) училищах, пройдя краткосрочный курс подготовки при них.

«В юнкерских училищах заключается будущность нашей армии. Если учреждение их удастся на практике, то армия будет обеспечена строевыми офицерами со степенью развития, достаточною собственно для служебных целей. Прочие военно-учебные заведения имеют другие цели, но поднятие нравственного и умственного уровня в массе офицеров мы должны ожидать именно от юнкерских училищ», — отмечал военный министр России с 1861 года Д. А. Милютин, впоследствии — граф, генерал-адъютант и последний генерал-фельдмаршал РИА.— Всеподданнейший отчет Военного министерства за 1864г. СПб. 1866. стр. 24.

Несмотря на некоторые недостатки в профессиональной подготовке своих выпускников, юнкерские училища сыграли положительную роль в формировании русского офицерского корпуса, дав военное образование всем офицерам сухопутных войск. «Если в 1869 г. военное образование имели 25,6 проц. офицеров, то в 1910 г. — 97,4 проц., в том числе 42,6 проц. окончили юнкерские училища».— В.Ф. Каморников. «Достоинство хорошего офицера… обусловливается хорошей нравственностью» Воспитательная работа в юнкерских училищах во второй половине XIX века. "ВИЖ". №4. 2008.
На 1910 год за 46 лет своего существования из училища было произведено 47 выпусков, давших 4371 подпрапорщиков (до 1880 г. назывались портупей-юнкерами) и офицеров.
Училищный праздник: 1 ноября, совпадающий с Днем святых покровителей училища — Космы и Дамиана — и храмовым праздником одноимённой домовой училищной церкви.
Марш-встреча училища — «Наш полк» (слова — К.Р., музыка — К. М. Галковский). Прослушать Марш училища
Отличительной чертой виленцев всегда было равенство. В учебно-воспитательном процессе особое внимание уделялось следованию принципам коллективизма и войскового товарищества.

«Да, — похвалил государь, — у виленцев развито чувство товарищества. Хорошее училище».— А.И. Солженицын. Роман «Красное колесо». Март семнадцатого. гл. 588.

Отличительной чертою Виленцев является равенство. Сын москвича, граф М., сын крупного миллионера, известного Волжского рыбопромышленника К., сын простого железнодорожного служащего, все пользовались одинаковыми правами, были равны между собою. Всех объединяла идея служения царю и Родине, объединяла железная дисциплина, муштра и товарищество. Офицеры училища поощряли это чувство…— «Виленское военное училище». Статья полковника А.Г.Битенбиндера в журнале «Военная быль». №79. Париж. 1966.
Дислокация: Вильна, ул. Закретная 4; после 15.07.1915 года — Полтава, в зданиях духовной семинарии (ул. Монастырская) и епархиального училища.

Репродукция открытки с видом на ВВУ 1915—1918 гг., о чём свидетельствует немецкая подпись. Позже, в 1920-е годы, была сделана надпечатка на польском языке.

Парадный зал училища. Открытие в парадном зале бюста Александру II — основателю училища. 1910 год.

## История
- 29 октября 1864 — открыто под названием Виленского пехотного юнкерского училища (ВПЮУ) в составе двух учебных рот со штатом в 200 юнкеров. Обучение двухгодичное. Высочайшим приказом от 4 ноября 1864 г. начальником училища назначен полковник лейб-гвардии Гатчинского полка Н. Н. Малахов.
- 1868 — начата подготовка казачьих урядников к производству в офицеры.
- 1874 — штат увеличен до 300 юнкеров. Расширены программы по общим предметам.
- 1876 — создан особый конный взвод («казачий отдел») со штатом в 35 юнкеров для подготовки казачьих урядников к производству в офицеры.
- 1877 — в связи со слабой общеобразовательной подготовкой поступающих при училище открыто отделение приготовительного класса.
- 1878 — при училище открыт офицерский курс для 37 прапорщиков, достигших этого чина боевыми и другими отличиями во время русско-турецкой войны 1877—1878 годов.
- 1885 — закрыт казачий отдел, юнкера распределены между Елисаветградским кавалерийским и Новочеркасским казачьим училищами. Приготовительные классы также закрыты.
- 1886 — в ВПЮУ в связи с расформированием переведены постоянный и переменный состав из Рижского пехотного юнкерского училища.
- 01.09.1901 — в результате расширения курса основных дисциплин до уровня военных училищ ВПЮУ стало трехклассным.
- 09.08.1904 — первый выпуск юнкеров подпоручиками, a не подпрапорщиками. Штат увеличен до 400 юнкеров с разделением на 4 роты.
- 01.09.1910 — ВПЮУ приказом по военному ведомству № 243 переименовано в Виленское военное училище (ВВУ).
- Осень 1914 — введен четырёхмесячный ускоренный курс обучения. Штат увеличен с 500 до 900 юнкеров.
- 01.12.1914 — первый ускоренный выпуск военного времени по 4-х месячной программе прапорщиками, а не как ранее — подпоручиками. Всего было произведено 17 ускоренных выпусков военного времени.
- 15.07.1915 — Училище эвакуировано в Полтаву.
- 2 января 1918 — Училище официально прекратило своё существование.
- В 1953 г. в США было создано Объединение Виленцев.[9]

Всего ВВУ (ВПЮУ) за 53 года своего существования (с 1864 по 1918 год) произвело 68 выпусков и подготовило более 10’500 офицеров для РИА (включая экстернат и ускоренные выпуски военного времени).
В стенах училища учились более 340 офицеров, ставших георгиевскими кавалерами, и более 230 будущих генералов.
21 выпускник училища занимал впоследствии пост военного министра или становился главнокомандующим армией вновь образованных стран на пространстве бывшей Российской империи после первой мировой войны (в их числе — первый Главковерх советской России Вацетис Иоаким Иоакимович).
С закрытием самого училища не умерла память о нём и традиции. Множество виленцев продолжали службу в РККА или в армиях вновь образованных государств. Виленцы-эмигранты создали «Всезарубежное объединение Виленцев», длительное время возглавлявшееся предпоследним начальником училища генерал-лейтенантом Б. В. Адамовичем. После его смерти это объединение возглавлял полковник В. И. Шайдицкий, организовавший работу печатного органа «Всезарубежного объединения Виленцев» и издавший книгу к 100-летнему юбилею училища.
В польские времена в зданиях, где ранее располагалось училище, был открыт Университет Стефана Батория (польск. Uniwersytet Stefana Batorego; USB) — вуз, действовавший в Вильно в 1919—1939 гг.
В советское время в Вильне было образовано Виленское пехотное училище, на базе которого в 1953 году было создано Вильнюсское радиотехническое училище войск ПВО, в 1971—1992 годах — Вильнюсское высшее командное училище радиоэлектроники ПВО. Для этих училищ было выбрано новое месторасположение (сейчас в комплексе этих зданий размещена Литовская военная академия). В зданиях же, где ранее размещалось ВПЮУ/ВВУ, в советское и настоящее время функционируют подразделения Вильнюсского университета (лит. Vilniaus universitetas) — древнейшего и крупнейшего высшего учебного заведения Литвы.

## Знамя училища

Знамя училища образца 1903 года. Фото до 1915 года.

Выпускники Виленского военного училища со Знаменем и начальником училища Б. В. Адамовичем. 1910 год.

27.01.1903 пожаловано простое Знамя образца 1900 г. Кайма светло-синяя, шитье золотое. Навершие образца 1857 г. (гвардейское). Древко чёрное. Изображен Спас Нерукотворный. Судьба Знамени после 1917 года неизвестна.

## Церковь училища
В 1881 году была сооружена в здании училища и церковь во имя святых бессеребренников Космы и Дамиана, освященная 25 марта.
Церковь — домовая, вместительная, устроена в связи со столовой училища, и очень богатая ризницей и утварью.
Адрес, как и училища, улица Закретная, дом 4.
Святые покровители училища Косма и Дамиан — братья: бессребреники, врачеватели и чудотворцы.
Иконостас церкви был изготовлен местным скульптором Зимодро, а иконы — художником Ремером. Преподаватель юнкерского училища полковник Островинский К. П. написал две большие иконы на золотом фоне в византийском стиле: св. митрополита Петра и св. Александра Невского, которые и поднес в дар училищу.
Богослужения в церкви училища совершались священником Штаба Виленского военного округа, который, за неимением церкви при штабе, был прикомандирован к военному училищу г. Вильны. Отец П.Левицкий, протоиерей Николаевской церкви, стал по совместительству первым училищным священником и законоучителем. Последним училищным священником являлся протоиерей Г. А. Спасский, впоследствии — главный священник императорского Черноморского флота (с 1917 года), получивший широкую известность в эмигрантских кругах.
По распоряжению Главного Штаба в церкви на стене правого клироса были повешены две доски из чёрного мрамора с именами офицеров — бывших воспитанников училища, убитых в турецкую кампанию 1877—1878 годов. Такая же доска, с именами офицеров — воспитанников Рижского пехотного юнкерского училища, была помещена на левом клиросе после закрытия училища в Риге.

## Форма
- До 1896 юнкера числились в списках своих частей и носили полковую форму, имея на погонах лишь узкий юнкерский галун. Унтер-офицеры из вольноопределяющихся имели на погонах поперечные басонные нашивки. Портупей-юнкера, помимо юнкерского галуна на погонах, получали серебряный темляк на шашку. Постоянный состав училища также оставался в своей полковой форме.
- До 1901 года юнкера носили унтер-офицерскую форму общего образца (у пехотных юнкерских училищ не было собственной формы, собственная форма была только в военных училищах).[11]
- Виленское пехотное юнкерское училище (до 1910 года): погоны светло-синие, выпушка алая, шифровка «ВУ».
- Виленское военное училище (с 1910 года): погоны светло-синие, без выпушки, без шифровки, золотой прибор.
- [s48.radikal.ru/i121/1004/80/d515947ba28b.jpg Цветовая реконструкция формы юнкера Виленского военного училища]

## Условия поступления
Первоначально для поступления в юнкерское училище требовалось образование не менее, чем в 5 классов гимназии или реальных училищ. Кроме сдачи вступительных экзаменов, абитуриенты обязаны были представить: прошение на Величайшее Имя; свидетельство о приписке к призывному участку; о политической благонадежности; о годности к военной службе; подписку о не принадлежности к тайным обществам и несудимости. Обучение и содержание были казёнными.
В 1878 и 1906 годах к поступлению в училище для прохождения курса наук были допущены подпоручики и прапорщики, произведенные в эти чины за боевые отличия по обстоятельствам военного времени.
С 1915 года принимались без экзаменов юноши, окончившие 6 классов средних учебных заведений или 2 класса духовной семинарии.

## Знак училища и памятные жетоны

Знак Виленского военного училища образца 1915 года.

Памятный погончик. Жетоны образца 1902 года (аверс, реверс), 1915 года (аверс, реверс), 1917 года (аверс).

Утвержден 27 февраля 1915 года. Золотой четырёхконечный равносторонний крест, концы которого разделены на белое и чёрное эмалевое поле. На верхнем конце, на чёрном поле, белый эмалевый вензель Александра II, на чёрном — золотой вензель Николая II. В центре «пряжка» училища (на чёрном фоне со звездами скачущий литовский всадник). На боковых срезах креста девизы училища: «Виленецъ одинъ въ поле и тотъ воинъ. Къ высокому и светлому знай верный путь». Диаметр 40 мм. Бронза.

Форма училищного нагрудного знака принята в результате объявленного конкурса, на котором был принят проект полковника генерального штаба Томилина [полковник ГШ С. В. Томилин 19.02.1910-31.03.1914 состоял в прикомандировании к Виленскому военному училищу для преподавания военных наук], имевшего форму правильного креста. Причем каждая часть креста состояла из белой и чёрной эмалевых пластинок, знаменовавших: белая — идею ордена Святого Георгия, идеал каждого военнослужащего, и чёрная — идею могильного креста, как идею готовности на жертвенность жизнью. В центре, на круглом фоне было изображение Георгия Победоносца [в окончательном варианте — скачущий литовский всадник «Погоня» — символ, восходящий к истории Великого княжества Литовского].— «О русских национальных традициях и традициях Виленского военного училища». Статья полковника А.А. Гордеева в журнале «Часовой» за май 1956г. №365(5) с дополнениями.
В 1917 году (после февральской революции) со знака убраны царские вензеля.

## Начальники училища
- 04.11.1864—24.05.1871 — полковник (с 28.03.1871 генерал-майор) Малахов, Николай Николаевич
- 24.05.1871—14.12.1877 — гвардии подполковник (с 1872 полковник) Наумов, Пётр Дмитриевич
- 30.12.1877—09.03.1886 — полковник Кононович-Горбацкий, Пётр Викентьевич
- 04.04.1886—07.03.1890 — полковник Пневский, Вячеслав Иванович
- 19.03.1890—13.06.1894 — полковник Клауз, Павел Фёдорович
- 17.06.1894—20.01.1897 — полковник Шевцов, Александр Прохорович
- 06.02.1897—07.04.1898 — полковник Лебедев, Александр Николаевич
- 05.05.1898—12.02.1900 — полковник Покотило, Василий Иванович
- 15.02.1900—16.03.1904 — полковник Войшин-Мурдас-Жилинский, Леонид Паулинович
- 16.04.1904—20.10.1906 — полковник Родионов, Владимир Павлович
- 13.12.1906—22.05.1909 — полковник Хамин, Николай Александрович
- 22.05.1909—09.1914 — полковник (с 14.04.1913 генерал-майор) Адамович, Борис Викторович
- инспектор классов училища с 29.04.1913, начальник ВВУ с 27.03.1917 — полковник (с 02.04.1917 генерал-майор) Анисимов, Николай Владимирович

## Галерея

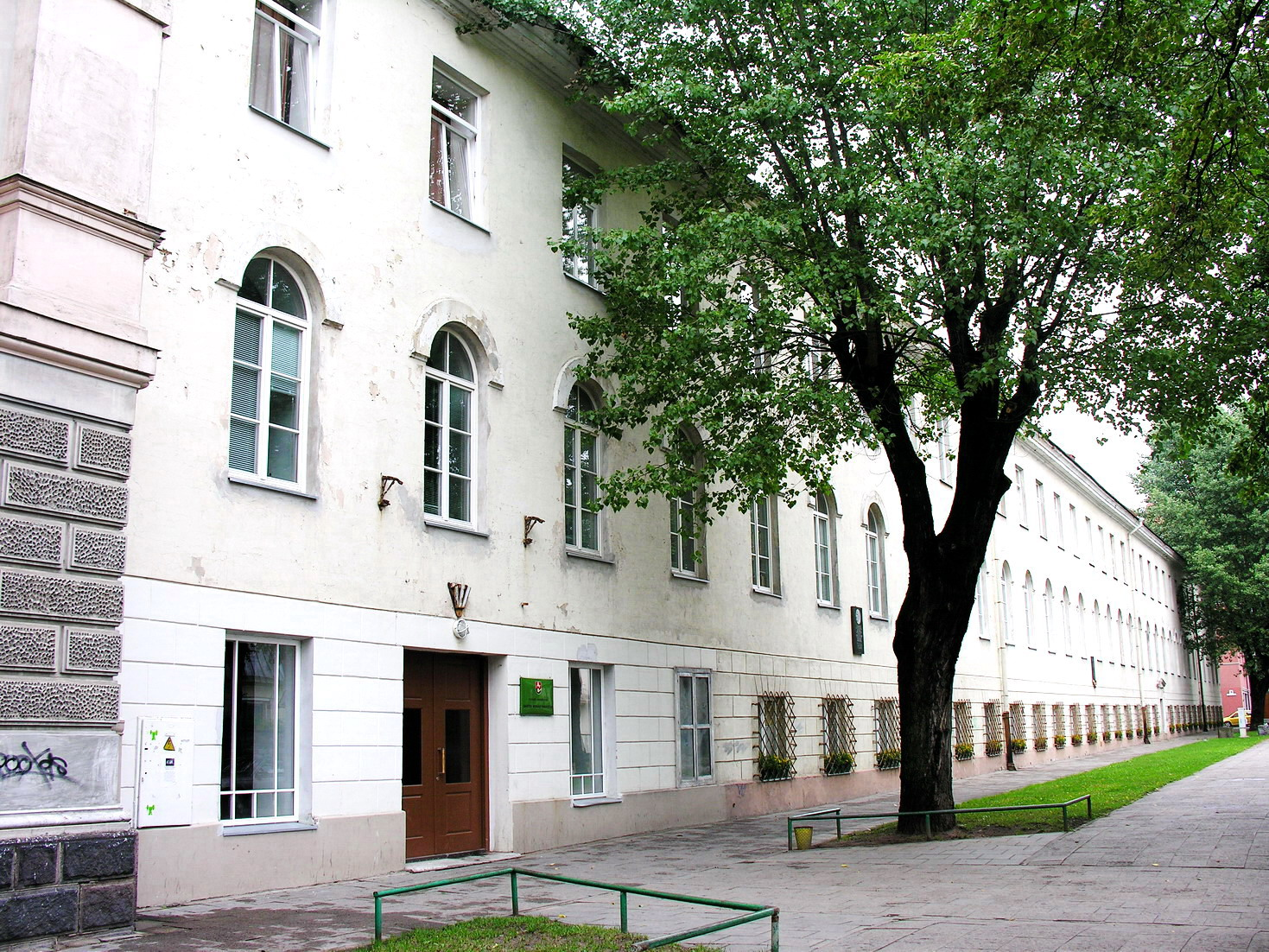
Здание факультета естественных наук Вильнюсского университета, где до 1918 года располагалось училище (2006 год)